# Wiguleus
Wiguleus oder Wiguläus ist ein alter deutscher männlicher Vorname.
Der Name leitet sich aus dem Althochdeutschen ab. Bedeutung: witu = „Holz; Wald“ oder wig = „Kampf; Streit“.

## Bekannte Namensträger
- Wiguleus Fröschl von Marzoll (1445–1517), Fürstbischof von Passau
- Wiguleus Hund (1514–1588), auch Wiguläus Hundt, bayerischer Rechtsgelehrter
- Wiguläus von Kreittmayr (1705–1790), bayerischer Rechtswissenschaftler